# 貝內塞特鎮區 (愛荷華州巴特勒縣)
貝內塞特鎮區（英語：Bennezette Township）是位於美國愛荷華州巴特勒縣的一個行政鎮區。

## 地方資料
根據2010年美國人口普查的數據，貝內塞特鎮區的面積為95.50平方千米，當中陸地面積為95.50平方千米，而水域面積為0.00平方千米。當地共有人口317人，而人口密度為每平方千米3.32人。